# Zaysan Airport
Zaysan Airport är en flygplats i Kazakstan.   Den ligger i oblystet Östkazakstan, i den östra delen av landet, 1 100 km öster om huvudstaden Astana. Zaysan Airport ligger 571 meter över havet.
Terrängen runt Zaysan Airport är platt åt nordost, men åt sydväst är den kuperad. Terrängen runt Zaysan Airport sluttar norrut. Runt Zaysan Airport är det mycket glesbefolkat, med 4 invånare per kvadratkilometer. Närmaste större samhälle är Zaysan, 2,5 km söder om Zaysan Airport. Trakten runt Zaysan Airport består i huvudsak av gräsmarker.